# Hurezani
Hurezani – wieś w Rumunii, w okręgu Gorj, w gminie Hurezani. W 2011 roku liczyła 474 mieszkańców.